# Pardasuka (Pardasuka)
Pardasuka is een bestuurslaag in het regentschap Pringsewu van de provincie Lampung, Indonesië. Pardasuka telt 6483 inwoners (volkstelling 2010).